# Lekkoatletyka na Igrzyskach Południowego Pacyfiku 1995
Lekkoatletyka na Igrzyskach Południowego Pacyfiku 1995 – zawody lekkoatletyczne podczas Igrzysk Południowego Pacyfiku w Papeete.

## Rezultaty

### Mężczyźni
| Konkurencja                        |                                                                        | Wynik    |                                                                       | Wynik    |                                                                                  | Wynik    |
| ---------------------------------- | ---------------------------------------------------------------------- | -------- | --------------------------------------------------------------------- | -------- | -------------------------------------------------------------------------------- | -------- |
| Bieg na 100 metrów                 | Jone Delai                                                             | 10,34    | Peter Pulu                                                            | 10,54    | Amos Ali                                                                         | 10,79    |
| Bieg na 200 metrów                 | Jone Delai                                                             | 21,20    | Peter Pulu                                                            | 21,47    | Amos Ali                                                                         | 21,74    |
| Bieg na 400 metrów                 | Ivan Wakit                                                             | 47,77    | Subul Babo                                                            | 47,80    | Henry Rogo                                                                       | 48,39    |
| Bieg na 800 metrów                 | Isireli Naikelekelevesi                                                | 1:52,49  | Peteresio Ranuku                                                      | 1:52,76  | Tawai Keiruan                                                                    | 1:52,91  |
| Bieg na 1500 metrów                | Isireli Naikelekelevesi                                                | 3:58,58  | Tawai Keiruan                                                         | 3:58,63  | Peteresio Ranuku                                                                 | 3:59,54  |
| Bieg na 5000 metrów                | Georges Richmond                                                       | 15:18,85 | Christian Cacot                                                       | 15:35,07 | Sau Wai                                                                          | 15:37,54 |
| Bieg na 10 000 metrów              | Georges Richmond                                                       | 32:32,82 | Davendra Singh                                                        | 32:37,86 | Sau Wai                                                                          | 32:46,44 |
| Maraton                            | Georges Richmond                                                       | 2:30:32  | Binesh Prasad                                                         | 2:34:01  | Mahendra Prasad                                                                  | 2:45:22  |
| Bieg na 3000 metrów z przeszkodami | Tawai Keiruan                                                          | 9:21,11  | Davendra Singh                                                        | 9:23,28  | Primo Higa                                                                       | 9:36,53  |
| Bieg na 110 metrów przez płotki    | Ivan Wakit                                                             | 14,97    | Albert Chambonnier                                                    | 15,20    | Yohann Bouit                                                                     | 15,58    |
| Bieg na 400 metrów przez płotki    | Ivan Wakit                                                             | 52,20    | Henry Rogo                                                            | 54,04    | Autiko Daunakamakama                                                             | 54,48    |
| Skok wzwyż                         | Jean-Bernard Fuller                                                    | 2,01     | Moana Laurendeau                                                      | 1,98     | Aisea Tukutau                                                                    | 1,88     |
| Skok o tyczce                      | Thibaut Cattiau                                                        | 4,60     | Yoan Tein-Bai                                                         | 4,50     | Aisea Tukutau                                                                    | 4,40     |
| Skok w dal                         | Apolosi Foliaki                                                        | 7,39     | Gabriele Qoro                                                         | 7,21     | Tevita Fauonuku                                                                  | 7,13     |
| Trójskok                           | Michel Louison                                                         | 15,29    | Apolosi Foliaki                                                       | 14,78    | Steeve Druminy                                                                   | 14,57    |
| Pchnięcie kulą                     | Rocky Vaitanaki                                                        | 17,74    | Jean-Pierre Totélé                                                    | 16,36    | Yannick Fakaté                                                                   | 16,14    |
| Rzut dyskiem                       | Jean-Pierre Totélé                                                     | 52,38    | Gordon Barff                                                          | 52,22    | Laurent Pakihivatau                                                              | 48,38    |
| Rzut młotem                        | Laurent Pakihivatau                                                    | 61,78    | Yannick Fakaté                                                        | 54,50    | Brentt Jones                                                                     | 54,00    |
| Rzut oszczepem                     | Lolohea Halagahu                                                       | 73,34    | Gaëtan Siakinuu-Schmidt                                               | 72,22    | Vitolio Tipotio                                                                  | 71,32    |
| Dziesięciobój                      | Joseph Rodan II                                                        | 6287     | Albert Miller                                                         | 6179     | Setefano Initia                                                                  | 5279     |
| Chód na 20 kilometrów              | Dip Chand                                                              | 1:49:56  | Pradeep Chand                                                         | 1:51:04  | Caleb Maybir                                                                     | 1:52:36  |
| Sztafeta 4 × 100 metrów            | Papua-Nowa Gwinea · Allan Akia · Peter Pulu · Amos Ali · Subul Babo    | 40,29    | Fidżi · Gabriel Qoro · Jone Delai · Solomone Bole · Henry Rogo        | 40,52    | Vanuatu · Franckie Mariello · Jansen Molisingi · Baptiste Firiam · Laurence Jack | 41,26    |
| Sztafeta 4 × 400 metrów            | Fidżi · Henry Rogo · Solomone Bole · Soloveni Nakaunicina · Jone Delai | 3:10,16  | Papua-Nowa Gwinea · Subul Babo · Samuel Bai · Peter Pulu · Ivan Wakit | 3:10,52  | Tonga · Tavakalo Kailes · Jean-Pierre Tiopang · Tawai Keiruan · Baptiste Firiam  | 3:16,09  |

### Kobiety
| Konkurencja                     |                                                                                   | Wynik    |                                                                           | Wynik    |                                                                              | Wynik    |
| ------------------------------- | --------------------------------------------------------------------------------- | -------- | ------------------------------------------------------------------------- | -------- | ---------------------------------------------------------------------------- | -------- |
| Bieg na 100 metrów              | Vaciseva Tavaga                                                                   | 12,03    | Rachel Rogers                                                             | 12,21    | Laure Uedre                                                                  | 12,45    |
| Bieg na 200 metrów              | Vaciseva Tavaga                                                                   | 24,45    | Mary-Estelle Kapalu                                                       | 24,85    | Rachel Rogers                                                                | 24,95    |
| Bieg na 400 metrów              | Mary-Estelle Kapalu                                                               | 54,69    | Vaciseva Tavaga                                                           | 55,98    | Kelera Tania                                                                 | 57,63    |
| Bieg na 800 metrów              | Salome Tabuatalei                                                                 | 2:11,12  | Karolina Tanono                                                           | 2:12,42  | Mary-Estelle Kapalu                                                          | 2:13,69  |
| Bieg na 1500 metrów             | Nadia Prasad                                                                      | 4:29,3   | Salome Tabuatalei                                                         | 4:54,2   | Vasa Tulahe                                                                  | 4:55,2   |
| Bieg na 3000 metrów             | Nadia Prasad                                                                      | 9:09,48  | Salome Tabuatalei                                                         | 10:26,11 | Rosemary Omundsen                                                            | 10:29,99 |
| Bieg na 10 000 metrów           | Nadia Prasad                                                                      | 33:47,21 | Rosemary Omundsen                                                         | 38:11,37 | Teroro Meyer                                                                 | 41:30,72 |
| Maraton                         | Pauline Vea                                                                       | 2:54:02  | Marie-José Berthet                                                        | 3:11:02  | Marie Benito                                                                 | 3:16:44  |
| Bieg na 100 metrów przez płotki | Rachel Rogers                                                                     | 13,96    | Gaëlle Arbus de la Palme                                                  | 14,90    | Seraseini Likuwaqa                                                           | 16,79    |
| Bieg na 400 metrów przez płotki | Mary-Estelle Kapalu                                                               | 59,65    | Asenaca Shaw                                                              | 64,84    | Christine Coquil                                                             | 70,56    |
| Skok wzwyż                      | Mereani White                                                                     | 1,70     | Angela Way                                                                | 1,67     | Sainiana Rokolewetini                                                        | 1,59     |
| Skok w dal                      | Siulolo Liku                                                                      | 5,75     | Marica Likulawedua                                                        | 5,67     | Angela Way                                                                   | 5,67     |
| Trójskok                        | Angela Way                                                                        | 12,03    | Siulolo Liku                                                              | 12,01    | Fabienne Dargos                                                              | 11,85    |
| Pchnięcie kulą                  | Margareth Bringold                                                                | 13,77    | Marie-Christine Fakaté                                                    | 13,39    | Iammo Launa                                                                  | 13,16    |
| Rzut dyskiem                    | Marie-Christine Fakaté                                                            | 45,60    | Margareth Bringold                                                        | 44,26    | Sandra Pito                                                                  | 43,98    |
| Rzut oszczepem                  | Bina Ramesh                                                                       | 58,14    | Rosemai Poilagi                                                           | 52,62    | Iammo Launa                                                                  | 48,50    |
| Siedmiobój                      | Véronique Boyer                                                                   | 4588     | Sainiana Rokolewetini                                                     | 4561     | Brigitte Hardel                                                              | 4361     |
| Sztafeta 4 × 100 metrów         | Fidżi · Vaciseva Tavaga · Rachel Rogers · Litiana Waqanitoga · Sereseini Likuwaqa | 46,70    | Nowa Kaledonia · Valerie Nea · Emilie Wahnapo · Celina Goye · Laure Uedre | 48,00    | Papua-Nowa Gwinea · Freda Gepp · Ale Gagole · Monica Jonathan · Shayne Avefa | 48,03    |
| Sztafeta 4 × 400 metrów         | Fidżi · Kelera Tania · Karolina Tanono · Salome Tabuatalei · Vaciseva Tavaga      | 3:48,22  | Vanuatu · Odile Daruhi · Aline Mermer · Olivet Bice · Mary-Estelle Kapalu | 3:57,50  | Papua-Nowa Gwinea · Rubbie Apolos · Angela Way · Shayne Avefa · Ale Gagole   | 4:03,60  |